# Carrer de Sales (Tortellà)
El Carrer de Sales és una via pública del municipi de Tortellà (Garrotxa). Diversos dels edificis d'aquest carrer formen part de l'Inventari del Patrimoni Arquitectònic de Catalunya de manera individual.

## Història
L'arquitectura de Tortellà està molt marcada per l'incendi que va patir el poble durant les Guerres Carlines. El foc va destruir part dels antics habitatges, provocant la necessitat d'urgent remodelació entre finals del segle xix i principis del XX. Així la majoria de les cases destacables presenten nombroses declaracions d'estuc pròpies del gust modernista i noucentista.

## Número 3

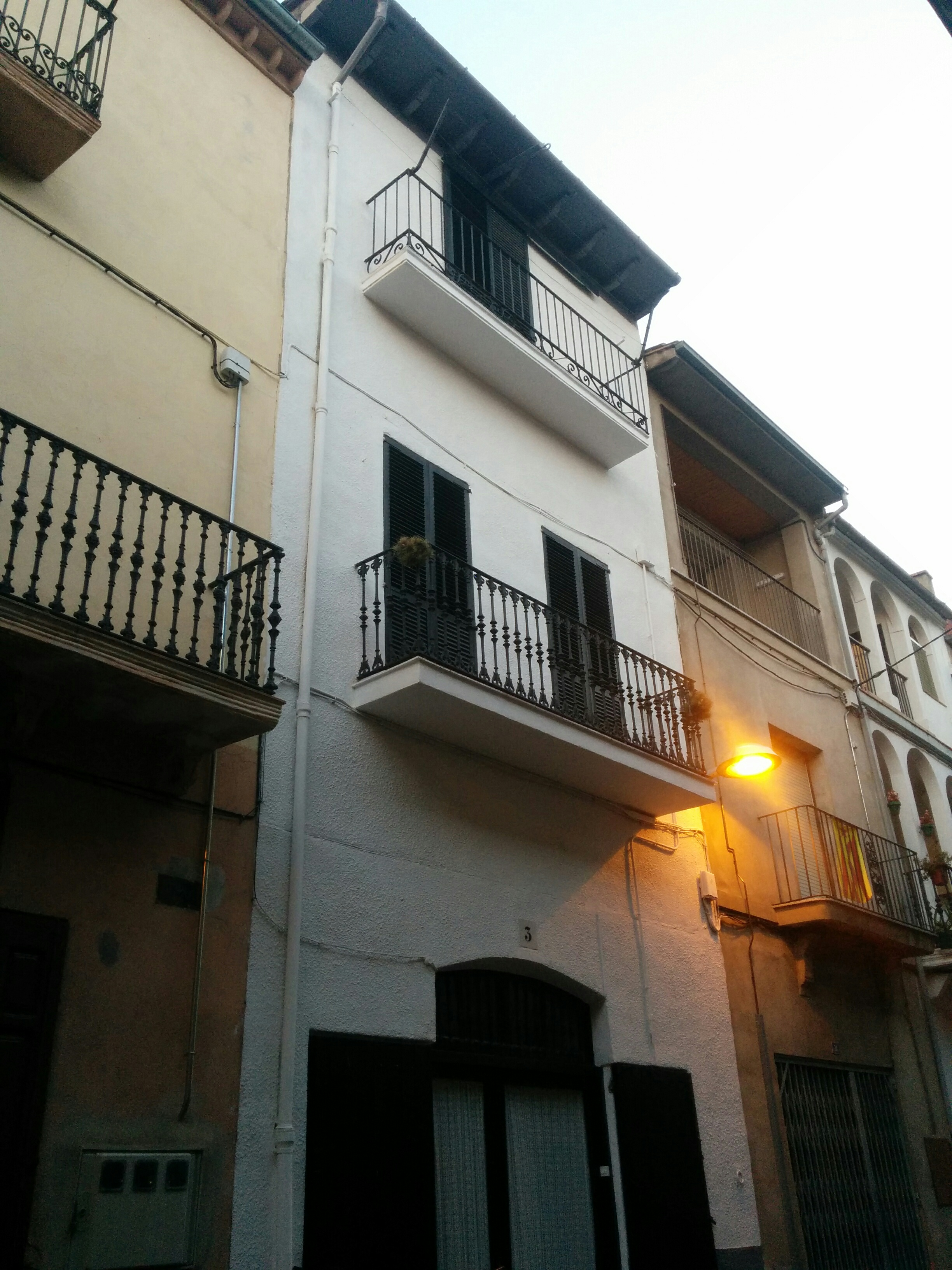
Número 3

Casa situada al carrer de Sales núm.3, és entre mitgera i disposa de baixos i dos pisos superiors. Als primers hi veiem dos grans portals, i la porta d'ingrés, a la part central de l'edifici, té una reixa de ventilació amb les inicials "M.S.". Una sanefa d'estuc separa els baixos del primer pis; les obertures d'aquest darrer, estan voltades d'estuc sense ornamentació i el balcó està sostingut per mènsules amb motius vegetals estilitzats. Les obertures del pis superior estan igualment emmarcades amb estuc.

## Número 15

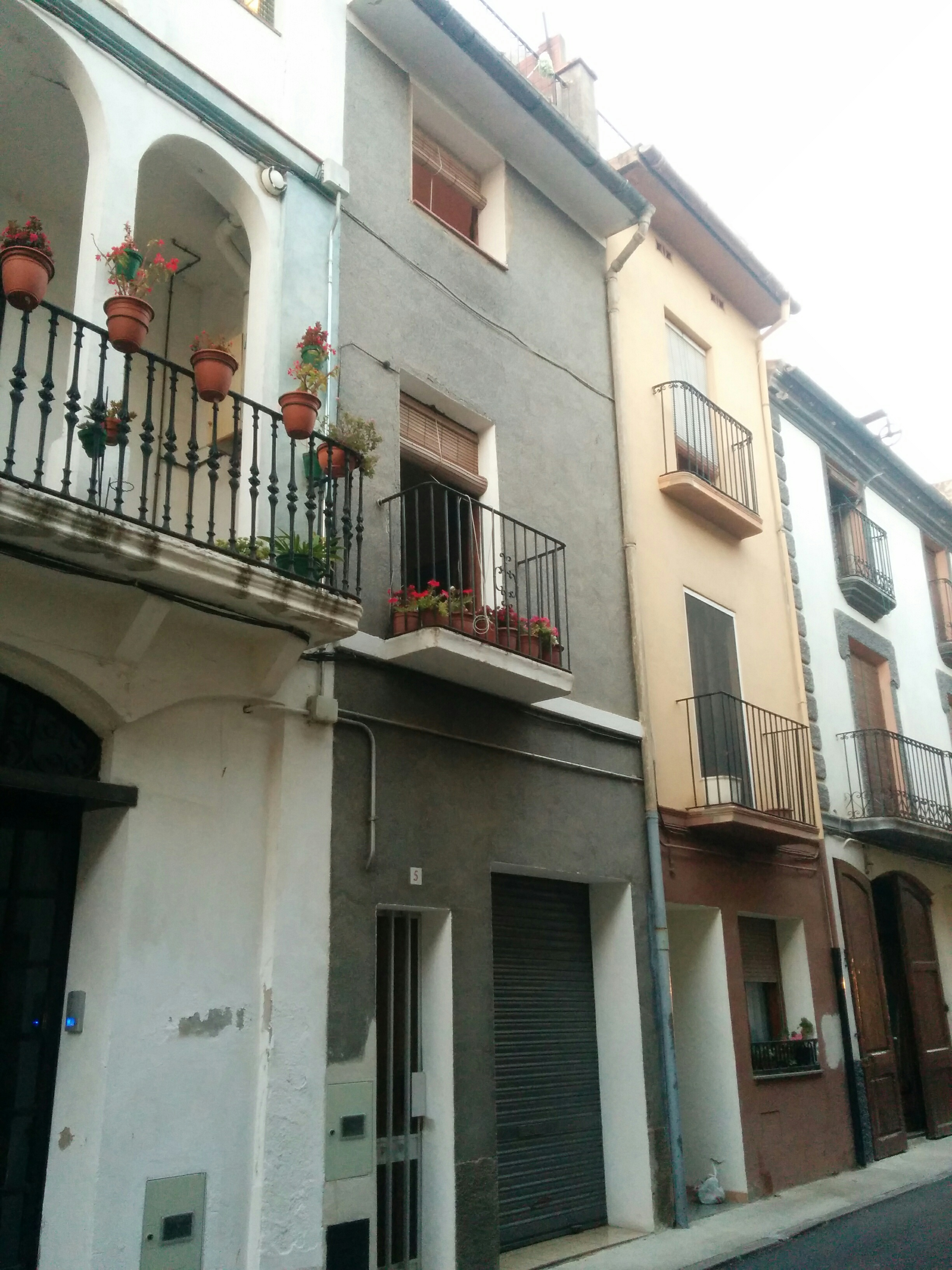
Número 5

La Casa entre mitgera situada al Carrer de Sales, núm. 15 és una obra inclosa en l'Inventari del Patrimoni Arquitectònic de Catalunya.. Disposa de baixos i dos pisos superiors. Al primer hi ha la porta d'ingrés descentrada i emmarcada per un ampli guardapols d'estuc, acabat amb motius de fullatges; al seu costat una àmplia finestra amb una reixa modernista ornamentada amb motius florals i vegetals estilitzats. El primer pis disposa d'un balcó amb tres obertures emmarcades per estuc del primer pis. El ràfec té una sanefa de dents de serra.

## Número 11

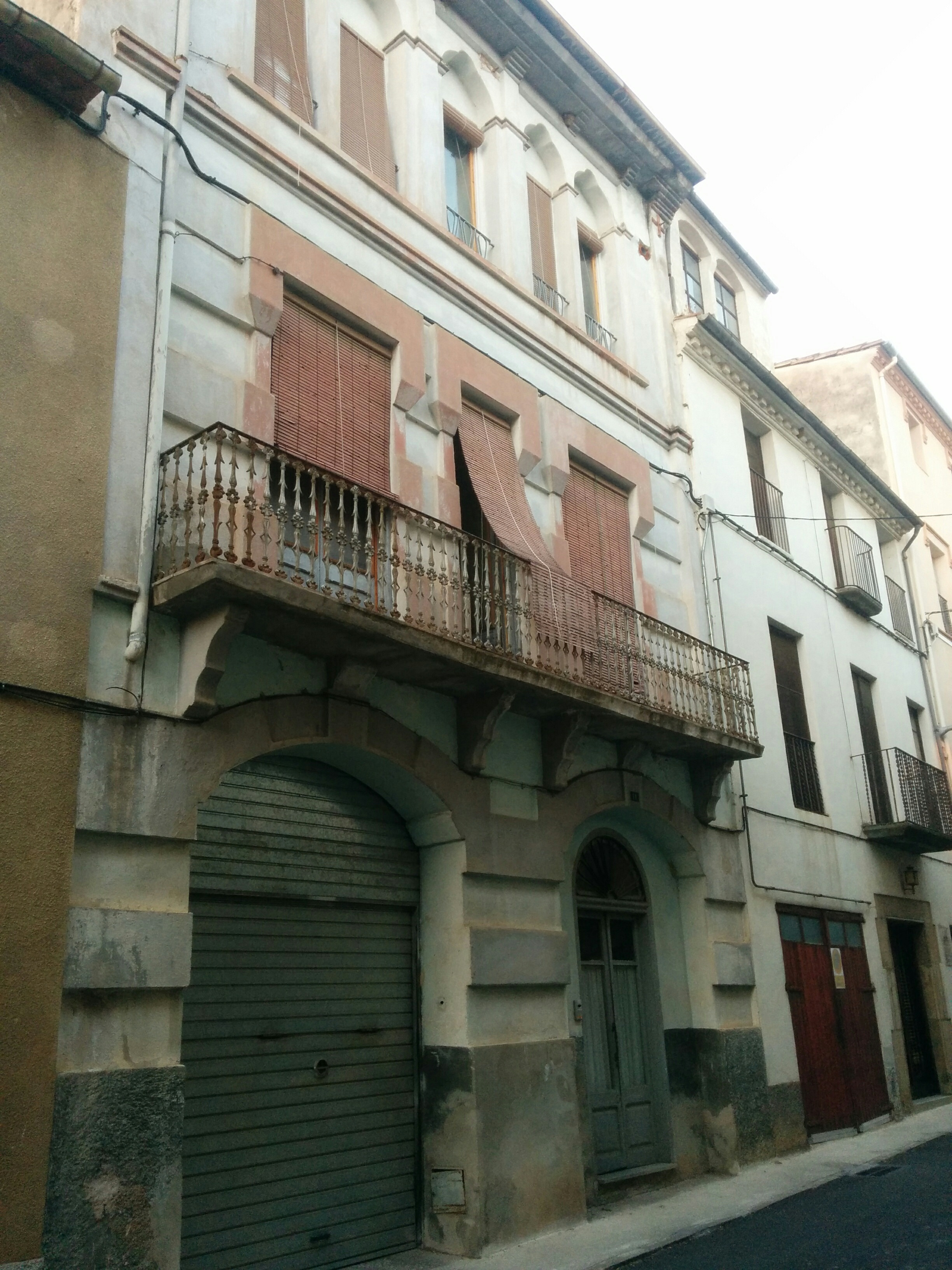
Número 11

La Casa al Carrer de Sales de Llierca, 11 és una casa entre mitgeres al nucli de Tortellà (Garrotxa) inclosa en l'Inventari del Patrimoni Arquitectònic de Catalunya. Disposa de baixos i dos pisos superiors. Als primers hi ha un gran portal, avui per vehicles, i la porta d'accés descentrada; ambdues obertures estan emmarcades per motllures rectangulars de relleu profund. El primer pis té un ampli balcó sostingut per mènsules llises i tres obertures hi donen accés. El pis superior disposa de cinc finestres amb arcs trilobulats poc pronunciats. La cornisa està sostinguda per una gran nombre de mènsules decorades amb motius geomètrics. La façana està estucada amb alternança de colors.

## Número 14

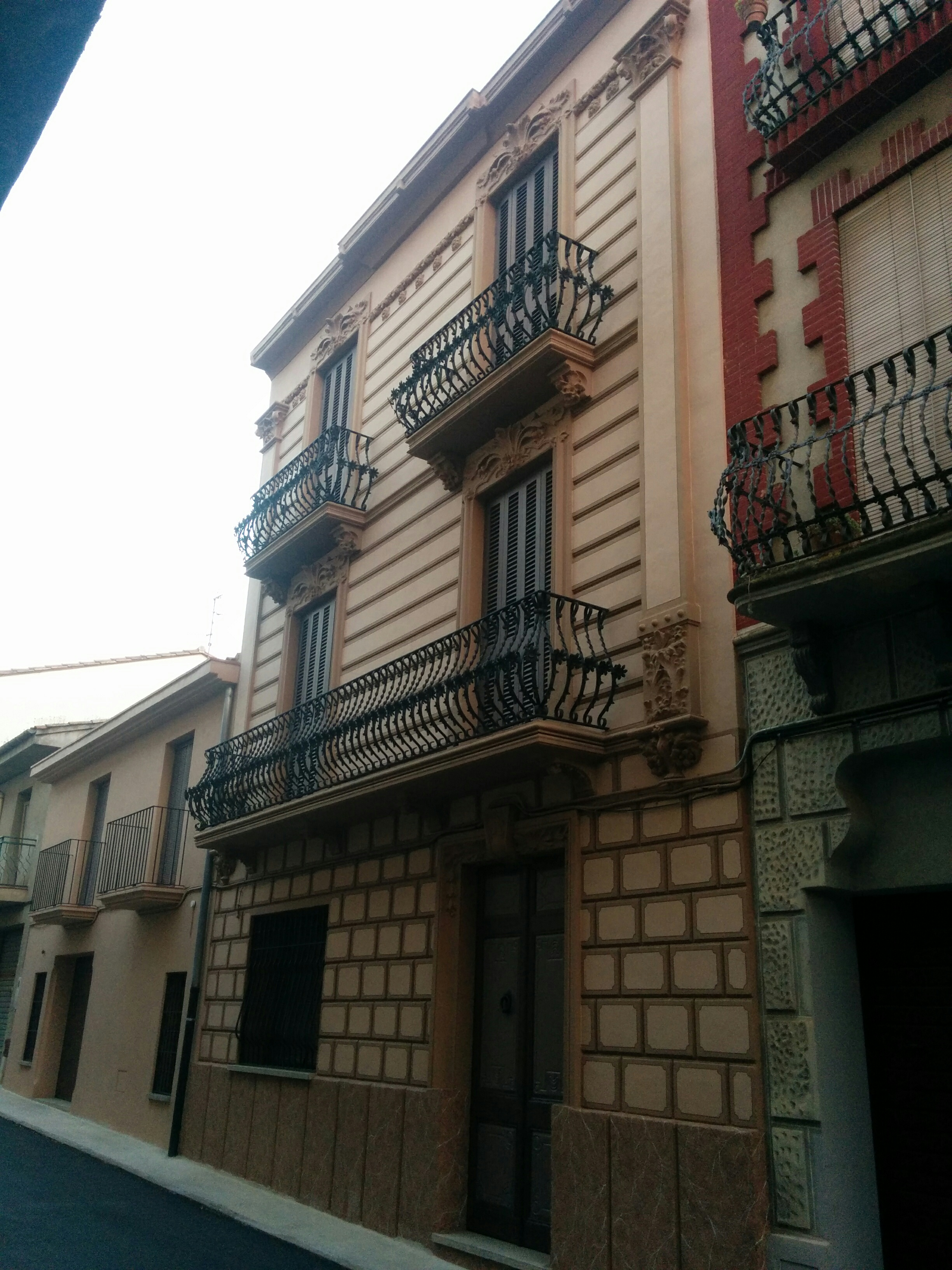
Número14

La Casa situada al Carrer de Sales núm. 14 és un edifici entre mitgera i amb baixos i dos pisos superiors inclosa en l'Inventari del Patrimoni Arquitectònic de Catalunya. Als primers hi ha la porta de l'entrada i una gran finestra amb reixa ornamentada amb grans flors i fullatges estilitzats. El primer pis disposa d'un gran balcó sostingut per quatre mènsules ornamentades amb fullatges; les obertures que hi donen accés estan emmarcades per estuc igualment decorat amb grans motius florals; les baranes són bombades amb una flor als punts d'unió. El pis superior disposa de dos balcons amb el mateix tipus de baranes i les obertures igualment ornamentades amb estuc.